# 西村仁
西村 仁（にしむら じん、1964年1月24日 - ）は、日本の男性俳優、声優。東京都出身。明治学院東村山高等学校・青山学院大学経営学部卒業。芹川事務所に所属。

## 出演
太字はメインキャラクター。

### テレビアニメ
1996年
- こちら葛飾区亀有公園前派出所（1996年 - 2008年、鶴田、ケバイ女性、スミス、山田、競馬仲間、神風強盗ダルク、警官、芹沢〈初代〉、蛸田八兵衛、ツヨシの叔父、隆の父、坊那須課長〈2代目〉、前田五郎、鶴亀軒店主、地球防衛軍幹部、警視庁幹部、サンタ両津、青年、老人、唐沢政五郎、塚本、岩田岩吉町会長、ラーメン屋の親父、村田和正、鉄、コンビニ社長、鶴太郎、陳造形、レフェリー、青柳、スコッチ刑事、山田名人、平山執事、大山田、屯田五目須〈2代目〉、JRイエロー、年配の客、信濃庵、アメリカ大統領 他）

1999年
- メダロット（テキーラ三兄弟）

2000年
- トランスフォーマー カーロボット（インディヒート）
- ビックリマン2000（マルコネオン、1発IN王）
- 遊☆戯☆王デュエルモンスターズ（海馬邸執事、迷宮兄弟・宮、将校）

2001年
- 格闘料理伝説ビストロレシピ（2001年 - 2002年、ドン・クック）
- キャプテン翼（第3作）（2001年 - 2002年、岬の父、主審、サンターナ）
- テニスの王子様（カチローの父）
- Dr.リンにきいてみて!（裕実の父）

2002年
- 満月をさがして（武田、記者）

2003年
- GUNSLINGER GIRL（フィリッポ）

2004年
- 愛してるぜベイベ★★（翔太の父）
- ジパング（副官、参謀）
- 遊☆戯☆王デュエルモンスターズGX（迷宮兄弟・宮）

2005年
- おねがいマイメロディ（セバスチャン、セバスタン、シツジ仮面〈兄弟〉、上司）
- capeta（田中肇）
- 蟲師（男、使用人）

2006年
- おねがいマイメロディ 〜くるくるシャッフル!〜
- 家庭教師ヒットマンREBORN!（執事）
- 彩雲国物語（景柚梨、柴進）
- 妖怪人間ベム（アナウンサー、おじいちゃん、編集長、ファー・ゴルタ、海堂鉄雄 他）

2007年
- 人造昆虫カブトボーグ V×V（機長）

2008年
- ヴァンパイア騎士 Guilty（藍堂の父）
- GUNSLINGER GIRL -IL TEATRINO-（ファーノ中佐）

2009年
- 毎日かあさん（八木）

2016年
- こちら葛飾区亀有公園前派出所 THE FINAL 両津勘吉 最後の日（屯田署長）

### 劇場アニメ
- こちら葛飾区亀有公園前派出所 THE MOVIE2 UFO襲来! トルネード大作戦!!（2003年、警視総監[2]）
- 劇場版 テニスの王子様 二人のサムライ The First Game（2005年、コック）

### ドラマCD
- 彩雲国物語 恋愛指南争奪戦!（2009年、景柚梨）

### 舞台
- スター誕生 (青山劇場)（獅子丸）
- 燃えよ剣 (明治座)（山崎丞）
- 尾崎豊物語（主演）
- 青いガラスとエメラルド（主演）
- 夢はペダルに乗せて（主演）
- 蒲田行進曲（ヤス）
- 天狼星 (シアターアプル)（山科警視）
- その男（山田新三郎）
- コメディ水戸黄門（渥美格之進）
- 坊っちゃん劇場 第9作 道後温泉本館改築120周年記念 ミュージカル『道後湯の里〜夢を実現させた男、伊佐庭如矢ものがたり』（伊佐庭如矢：主演）

### CM
- NTTドコモ九州N505it（出演・振り付け）
- エーザイ セルベール整胃薬
- 首都高速道路株式会社